# Robopus velozi
Robopus velozi – gatunek chrząszcza z rodziny świetlikowatych i podrodziny Lampyrinae.
Gatunek ten opisany został po raz pierwszy w 2013 roku przez Siergieja Kazancewa i Daniela Pereza-Gelaberta na podstawie czterech samców i jednej samicy, odłowionych w 2011 roku w okolicy Oviedo w dominikańskiej prowincji Penderales. Epitet gatunkowy nadano na cześć Denii Veloz, dominikańskiej biolog.
Samce osiągają od 6,8 do 7,9 mm długości i od 2,4 do 2,8 mm szerokości ciała. U jedynej znanej samicy ciało ma 10,5 mm długości i 3,8 mm szerokości. Ubarwienie tych chrząszczy jest czarne z pomarańczowymi przedtułowiem i tarczką. Głowa ma gęsto punktowany spód, poprzeczną wargę górną o kształcie półkola z wcięciem w części odsiebnej oraz duże oczy złożone rozstawione na odległość równą 0,8 ich średnicy. Głaszczki mają toporowate ostatnie człony. Czułki mają spłaszczone człony i u samic są nieco krótsze niż u samców. Niemal półkoliste, 1,4 raza szersze niż dłuższe przedplecze ma wyraźnie wystającą ku przodowi krawędź przednią i krótkie tylne kąty. Poprzeczna tarczka ma ścięty wierzchołek, co nadaje jej trapezowatego zarysu. Pokrywy są 2,3 raza dłuższe niż szerokie. Ich powierzchnię pokrywa gęste i dość grube punktowanie oraz krótkie, przylegające owłosienie; dają się także zauważyć ślady podłużnych żeberek. U samca na siódmym z widocznych sternitów odwłoka obecna jest para okrągłych, niemal stykających się ze sobą, białych plam świecących. Genitalia samca cechują się niesymetryczną fallobazą z krótkim szwem środkowym, krótkim płatem środkowym edeagusa o zwężeniu przedwierzchołkowym i bulwiastej części odsiebnej oraz dłuższymi od niego i wąskimi paramerami z ostrymi, skierowanymi ku dołowi ząbkami szczytowymi.
Owad znany jest wyłącznie z miejsca typowego w dominikańskiej części Haiti.